# Joseph Duval-Jouve
Joseph Duval-Jouve, gebürtig Joseph Duval, (7. August 1810 in Boissy-Lamberville; † 25. August 1883 in Montpellier) war ein französischer Botaniker. Sein offizielles botanisches Autorenkürzel lautet „Duval-Jouve“.
Den Nachnamen Duval-Jouve legte er sich nach seiner Heirat zu. Er unterrichtete zunächst 1832 bis 1852 am College in Grasse (ab 1846 als Nachfolger seines Schwiegervaters Jouve als Direktor) und war danach Schulinspektor in Algerien (1852), Straßburg (1854) und Montpellier (1868 bis 1873). Zuletzt geriet er in Schwierigkeiten, da er antiklerikal und pro-darwinistisch eingestellt war.
Duval-Jouve spezialisierte sich auf Süßgräser und Schachtelhalme. Der übrig gebliebene Rest seines Herbarium kam an die Universität Montpellier. Die Gattung von Süßgräsern Jouvea ist ihm zu Ehren benannt. Er war Mitglied der  Société des sciences naturelles de Strasbourg (1865). Am 25. März 1878 wurde er als korrespondierendes Mitglied in die Académie des sciences in Paris aufgenommen.
Er war nach seinem Ausscheiden aus dem Staatsdienst im Stadtrat von Montpellier und schrieb über Lokalgeschichte.
Er war der Vater des Histologen und Professors an der Sorbonne Mathias-Marie Duval (1844–1907).

## Schriften
- Histoire naturelle des Equisetum de France, Paris 1864
- Étude anatomique de l'arète des graminées, Montpellier 1870
- Les Noms de rues de Montpellier. Étude critique et historique, 1877
- Histoire populaire de Montpellier, 1878
- Montpellier pendant la Révolution, 2 Bände 1879, 1881, Neuauflage 1974